# 学术领域大纲
学术领域大纲（outline of academic disciplines）是一个学科列表。
学术领域（academic field）、学术学科（academic discipline）、研究领域（field of study）或学科（subject）是知识的一个分支，其作为高等教育的一部分以行教学和研究。一位学者的学科，通常由他所属的大学教职人员和学术协会（学会）以及他发表研究成果的学术期刊来界定。學科也是教育、教學、研究的知識分科。
學術領域通常有子領域或分科，而其之間的分界是隨便且模糊的。
在中世紀的歐洲，大學裡只有四個學系：神學、醫學、法學和藝術，而最後一個的地位稍微低於另外三個的地位。在中世紀至十九世紀晚期的大學世俗化過程中，傳統的課程開始增輔進了非古典的語言及文學、物理、化學、生物和工程等學科，現今的學科起源便源自於此。到了二十世紀初期，教育學、社會學及心理學也開始出現在大學的課程裡了。
以下簡表展示出各大類科目，以及各大類科目中的主要科目。
| 大類科目 | 学科 |
| -------- | --- |
| 形式科學 | 數學、統計學、計算機科學、系統科學、邏輯 |
| 自然科學 | 物理學、化學、太空科學、地球科學、地質學、海洋科學、大氣科學、地質學、生命科學、生物學                                                                                 |
| 社會科學 | 人類學、考古學、地理學、經濟學、政治學、心理學、社會學、軍事學、法學、教育學、社會工作、商學、新聞學、工商管理、會計學、金融學、神學、語言學、公共關係、會計學、犯罪學 |
| 人文學科 | 人類學、藝術、文學、哲學、歷史學、語言學 |
| 應用科學 | 工程學、醫學、牙醫學、建築學、藥學、公共衛生、都市計劃、護理學、農學、精算學、流行病學                                                                                 |

## 形式科學

### 數學
另見：AMS 數學科目分類（页面存档备份，存于）（外部連結）
| - 代數 - 群論 - 群表示論 - 環論 - 交換代數 - 體論 - 線性代數（向量空間） - 多重線性代數 - 李代數 - 結合代數 - 泛代數 - 同調代數 - 微分代數 - 格 (數學)（序理論） - 表示論 - K-理論 - 範疇論 - 數學分析 - 實變函數論 - 微積分學 - 複分析 - 泛函分析 - 非標準分析 - 傅立葉分析 - 常微分方程 - 偏微分方程 - 機率論 - 測度 - 遍歷理論 - 隨機過程 | - 幾何學與拓撲學 - 平面几何学 - 立体几何学 - 解析几何学 - 點集拓撲學 - 代數拓撲 - 微分拓撲 - 代數幾何 - 微分幾何 - 射影幾何 - 仿射幾何學 - 非歐幾里得幾何 - 數論 - 解析數論 - 代數數論 - 邏輯與數學基礎 - 集合論 - 證明論 - 模型論 - 可計算性理論 - 模態邏輯 - 直覺主義邏輯 - 理论数学 - 趣味数学 - 数学哲学 | - 應用數學 - 統計學 - 數理統計學 - 計量經濟學 - 精算 - 人口學 - 數值分析 - 作業研究 - 最優化 - 線性規劃 - 動態規劃 - 任務分配問題 - 系統分析 - 隨機過程 - 動力系統 - 混沌理論 - 碎形 - 數學物理 - 量子力學 - 量子場論 - 量子重力 - 弦理論 - 統計力學 - 計算理論 - 計算複雜性理論 - 資訊理論 - 密碼學 - 組合數學 - 編碼理論 - 圖論 - 賽局理論 |

### 統計學
| - 計算統計學 - 数据挖掘 - 迴歸分析 - 模擬 - 自助法 - 試驗設計 - 變異數分析 - 反應曲面法 - 調查取樣 - 抽樣 | - 統計模型 - 生物統計學 - 流行病學 - 多變量分析 - 時間序列 - 可靠度理論 - 品質控制 - 統計理論 - 決策論 - 數理統計學 - 機率 - 社會統計調查 |

### 系統科學
| - 複雜系統 - 模控學 - 控制理論 - 控制工程 - 控制系統 - 動力系統 - 作業研究 | - 系統動力學 - 系統工程 - 系統分析 - 系統科學 - 發展系統理論 - 動態系統理論 |

### 计算机科學
與ACM 電腦科學分類系統
| - 計算理論 - 自動機理論（形式語言） - 可計算性理論 - 計算複雜性理論 - 並行性理論 - 演算法 - 隨機化演算法 - 分散式演算法 - 平行演算法 - 计算机系統結構 - 作業系統 - 電腦網络 - 信息理論 - 網際網路，全球資訊網 - 無線網路（行動運算） - 普適計算 - 雲端運算 - 電腦安全與可靠性 - 密碼學 - 分布式計算 - 網格計算 - 並行計算 - 量子计算机 - 軟件工程 - 形式化方法（形式驗證） | - 计算机图形学 - 圖像處理 - 科學可視化 - 計算幾何 - 程序語言 - 編程範型 - 物件導向程序設計 - 函數程式語言 - 形式語義學 - 類型論 - 編譯器 - 商業信息學 - 信息科技 - 管理信息系統 - 醫學信息學 - 人機交互 - 信息學 - 數據管理 - 数据挖掘 - 数据庫 - 關系数据庫 - 信息檢索 - 信息管理 - 知識管理 - 多媒體 | - 人工智能 - 認知科學 - 自動推理 - 機器學習 - 人工神經網路 - 支持向量機 - 自然語言處理（計算語言學） - 計算機視覺 - 專家系統 - 在數學、自然科學、工程學與醫學上的運算 - 數值分析 - 計算數學 - 計算科學 - 計算物理學 - 計算化學 - 計算神經科學 - 電腦輔助工程 - 有限元素分析 - 計算流體力學 - 在社會科學、藝術、人文學科與職業上的運算 - 計算社會學 - 金融工程學 - 電腦與社會 - 計算機硬件歷史 - 计算机科學歷史 |

### 邏輯
| - 數理邏輯 - 集合論 - 證明論 - 模型論 - 可計算性理論 - 模態邏輯 - 直覺主義邏輯 - 哲學邏輯 - 模態邏輯 - 義務邏輯 - 信念邏輯 - 邏輯推理 | - 计算机邏輯 - 形式語義學 - 形式化方法（形式驗證） - 類型論 - 邏輯編程 - 多值邏輯 - 模糊邏輯 |

## 自然科學

### 太空科學
| - 天體生物學/宇宙生物学 - 宇宙学 - 行星科学 - 行星地质学 - 恒星天文学 - 太阳天文学 - 月质学 - 天文學 - 觀測天文學 - 無線電天文學 - 微波天文學 - 紅外天文學 - 可見光天文學 - 紫外線天文學 - X射線天文學 - 伽馬射線天文學 | - 天文物理學 - 重力論 - 黑洞 - 星際物質 - 直接數值模擬應用在 - 電漿體天體物理學 - 星系的形成和演化 - 高能天文物理學 - 流體動力學 - 磁流體力學 - 恆星形成 - 物理宇宙學 - 量子力学 - 恆星天文物理學 - 日震 - 恆星演化 - 恆星核合成 |

### 生命科學
| - 生物化學 - 生物資訊學 - 生物物理學 - 湖沼學 - 生命工学 - 克隆学 - 生物分類法 - 真菌學 | - 寄生蟲學 - 病理學 - 生理學 - 人體生理學 - 運動生理學 - 系統分類學（分類學） |

#### 生物學
| - 演化論 - 解剖學 - 比較解剖學 - 人體解剖學 - 植物學 - 民族植物學 - 藻類學 - 生物地理學 - 細胞生物學 - 時間生物學（生物鐘學） - 低溫生物學 - 發育生物學 - 胚胎學 - 生態學 - 人類生態學 - 景觀生態學 - 遺傳學 - 分子遺傳學 - 群體遺傳學 - 內分泌學 - 演化生物學 - 人體生物學 - 海洋生物學 | - 微生物學 - 分子生物學 - 營養學 - 神經科學 - 行為神經科學 - 古生物學 - 病毒學 - 分子病毒學 - 流行病毒學 - 天體生物學 - 動物學 - 動物通訊 - 昆蟲學 - 動物行為學 - 爬蟲兩棲類學 - 魚類學 - 鳥卵學 - 鳥類學 - 恐龙学 - 靈長類動物學 - 動物解剖學 - 神祕動物學 |

### 化學
| - 大气化学 - 地球化学 - 宇宙化学 - 分析化學 - 仪器分析 - 生物化學 - 药物化学 - 化學資訊學 - 計算化學 - 材料科學 - 土壤化学 - 石油化学 - 环境化学 - 化学工业 | - 量子化學 - 無機化學 - 元素化学 - 无机合成化学 - 有機化學 - 有机金属化学 - 有机合成化学 - 天然有机化学 - 物理化學 - 核化学 - 食品化学 - 辐射化学 - 理論化學 - 化学哲学 - 量子化学 |

### 物理學
| - 聲學 - 應用物理學 - 天體物理學 - 原子分子與光物理學 - 生物物理學 - 計算物理學 - 凝聚態物理學 - 低溫物理學 - 電磁學 - 粒子物理學/高能物理学 - 流體動力學 - 地球物理學 - 材料科學 - 數學物理 | - 醫學物理 - 力學 - 分子物理學 - 牛頓力學 - 原子核物理學 - 光學 - 電漿 - 量子力學 - 固體力學 - 固體物理學 - 統計力學 - 理論物理學 - 熱力學 - 車輛動力學 |

### 地球科學
| - 環境科學 - 環境化學 - 寶石學 - 大地測量學 - 地質學 - 地球化學 - 地貌學 - 地球物理學 - 冰河學 - 水文地質學 | - 水文學 - 氣象學 - 礦物學 - 海洋學 - 土壤學（Pedology） - 古生物學 - 行星科學（另外，也是空間科學的一部分） - 土壤科學 - 地質構造 - 火山學 |

## 社會科學

### 歷史學
| - 古代史 - 史前史 - 文化史 - 外交史 - 文学史 - 經濟史 - 政治史 - 方志学 - 系谱学/谱牒学 - 民族歷史學 - 教育史 - 传播史 - 考古学 - 地质历史学 | - 科技史（科學技術史） - 軍事史/战争史 - 現代史 - 艺术史 - 金石学 - 哲学史 - 法制史 - 世界史 - 历史地理学 - 生物学史 - 自然史/博物学 - 历史语言学 | - 非洲史 - 古埃及历史 - 美國歷史 - 阿根廷歷史 - 中國歷史 - 日本历史 - 歐洲歷史 - 古罗马历史 - 古希臘历史 - 美索不达米亚历史 - 印度歷史 - 印度尼西亞歷史 |

### 地理學
| - 人文地理學 - 文化地理學 - 女性主義地理學 - 經濟地理學 - 發展地理學 - 歷史地理學 - 音乐地理学 - 時間地理學 - 政治地理學或地緣政治學 - 軍事地理學 - 戰略地理學 - 人口地理學 - 食品地理学 - 社會地理學 - 行為地理學 - 兒童地理學 - 健康地理學 - 旅遊地理學 | - 自然地理學 - 生物地理學 - 氣候學 - 古氣候學 - 海岸地理學 - 地貌學 - 大地測量學 - 水文學與水文地理學 - 冰川學 - 湖沼學 - 海洋學 - 海洋生物学 - 景觀生態學 - 古地理學 - 地质学 - 地质历史学 | - 地圖學 - 都市地理學 - 環境地理學 - 宗教地理学 - 地名学 - 地理知识学 - 理论地理学 - 地誌學 - 行星学 |

### 心理學
| - 變態心理學 - 應用心理學 - 生物心理學 - 臨床心理學 - 認知心理學 - 社區心理學 - 比較心理學 - 消費者行為 - 諮商心理學 - 文化心理學 - 差別心理學 - 發展心理學 - 教育心理學 - 演化心理學 - 演化發展心理學 - 演化教育心理學 | - 實驗心理學 - 法醫心理學 - 健康心理學 - 醫療心理學 - 神經心理學 - 工業與組織心理學 - 超心理學 - 人格心理學 - 政治心理學 - 正向心理學 - 心理統計學 - 宗教心理學 - 心理物理學 - 計量心理學 - 社會心理學 - 運動心理學 |

### 社會學
| - 應用社會學 - 政治社會學 - 公共社會學 - 社會工程 - 休閒研究 - 集合行為 - 社會運動 - 社群資訊學 - 社會性網絡分析 - 比較社會學 - 衝突理論 - 文化研究 - 犯罪學 - 人口學／人口 - 環境社會學 - 女性主義社會學 - 未來學 - 人類生態學 | - 互動論 - 現象學 - 民族學方法論 - 符號相互作用論 - 社會建構主義 - 醫療社會學 - 組織行為學 - 科學論 - STS - 性學 - 社會資本 - 社會控制 - 純社會學 - 社會經濟學 - 社會哲學 - 社會心理學 - 社會政策 | - 社會調查 - 計算社會學 - 經濟社會學／社會經濟學 - 經濟發展 - 社會發展 - 文化社會學 - 越軌社會學（偏差社會學） - 教育社會學 - 家族社會學 - 知識社會學 - 法律社會學 - 宗教社會學 - 運動社會學 - 工業社會學 - 社會理論 - 社會階層 - 社會學理論 - 社會生物學 - 社會語言學 - 城市研究或城市社會學／農村社會學 - 影像社會學 |

### 經濟學
| - 農業經濟學 - 行為經濟學 - 消費者經濟學 - 發展經濟學 - 計量經濟學 - 經濟地理學 - 經濟史 - 經濟社會學 - 能源經濟學 - 環境經濟學 - 演化經濟學 - 實驗經濟學 - 女性主義經濟學 - 賽局理論 - 綠色經濟 - 經濟成長 - 人類發展理論 - 產業組織理論 - 訊息經濟學 | - 制度經濟學 - 國際經濟學 - 勞動經濟學 - 法律經濟學 - 總體經濟學 - 數理經濟學 - 個體經濟學 - 貨幣經濟學 - 政治經濟學 - 公共財政 - 公共經濟學 - 房地產經濟學 - 自然資源經濟學 - 社會選擇理論 - 社會主義經濟學 - 社會經濟學 - 福利經濟學 |

### 政治學
| - 公民教育 - 比較政治學 - 地緣政治學 - 國際關係 - 國際組織 - 政策研究 - 政治行為理論 - 政治文化 - 政治經濟學 | - 政治史 - 政治哲學 - 選舉學 - 公共行政 - 非營利組織行政 - 非政府組織行政 - 公共政策 - 社會選擇理論 |

### 人類學
| - 體質人類學 - 法醫人類學 - 雙演化理論（基因－文化共同演化） - 人類行為生態學 - 人類演化 - 醫療人類學 - 考古人類學 - 遗传学 - 群體遺傳學 - 靈長類動物學 - 人類語言學 - 共時語言學（又稱靜態語言學） - 歷史語言學（亦稱越時語言學） - 民族語言學 - 社會語言學 - 哲学人类学 | - 文化人類學 - 政治人類學 - 心理人類學 - 都市人類學 - 宗教人類學 - 經濟人類學 - 民族誌 - 民族歷史學 - 民族學 - 民族音樂學 - 民俗學 - 神話 - 中国神话 - 印度神话 - 罗马神话 - 埃及神话 - 希腊神话 |

### 語言學
| - 應用語言學 - 計算語言學或 自然語言處理 - 篇章分析 - 語源學 - 歷史語言學 - 語言學史 - 構詞學 - 文字学 - 語音學 - 國際語學 | - 音韻學 - 語用學 - 語義學 - 符號學 - 旗幟學 - 社會語言學 - 句法學 - 語法學 - 修辭學 |

### 考古學
| - 古典考古學 - 石器分析 - 考古植物学 - 民族考古学 - 埃及學 - 敦煌学 - 實驗考古學 - 海洋考古学 - 地景考古学 - 战场考古学 | - 科技考古学 - 后过程主义考古学 - 古人類學 - 史前考古學 - 地理考古学 - 近东考古学 - 中世纪考古学 |

### 性學
| - 女性心理學 - 性別研究／性別理論 - 異性戀主義 - 人類性行為 - 人類性慾特質 - 陽剛心理學 | - 男性研究 - 酷兒研究／酷兒理論 - 性教育 - 女性研究 |

### 文化與種族研究
| - 亞洲研究 - 亞裔美國人研究 - 非洲研究與非裔美人研究 - 奇卡諾研究（ 墨西哥裔研究） | - 童年研究 - 拉丁裔研究 - 美洲原住民研究 |

## 人文學科和藝術

### 區域研究
| - 非洲研究 - 美洲研究 - 美國研究 - 阿巴拉契亞研究 - 加拿大研究 - 拉丁美洲研究 - 亞洲研究 - 中東研究 - 伊朗研究 - 中亞研究 - 印度學 - 日本學 - 漢學/中国研究 - 敦煌学 | - 歐洲研究 - 凱爾特研究 - 德國研究 - 斯堪地納維亞研究 - 斯拉夫研究 - 俄國研究 - 愛爾蘭研究 - 東歐研究 - 伊比利亞研究 |

### 視覺藝術
| - 英語文學 - 美國文學 - 非裔美國人文學 - 英國文學 - 印度文學 - 愛爾蘭文學 - 中世紀文學 - 後現代主義文學 - 世界文學 - 西洋古典學 - 比較文學 - 中國文學 - 红学 - 金学 - 法語文學 - 蓋爾語文學 - 德語文學與奧地利文學 - 印地語文學 - 希伯來語文學 - 日本文學 - 義大利文學 - 葡萄牙語文學與巴西文學 - 俄國文學 - 西班牙文學 - 意第緒語文學 | - 西方文學理論 - 批判理論 - 文藝評論 - 詩學 - 修辭學 - 創意寫作 - 創造性記實文學 - 小說寫作 - 記實文學寫作 - 詩歌寫作 - 電影劇本創作 - 劇作家 - 比较文学 |

| - 英文語言學 - 英文社會語言學 - 英文篇章分析 - 寫作研究 - 英語史 | - 美國文學 - 非裔美國人文學 - 猶太美國人文學 - 美國南方文學 - 澳洲文學 - 英國文學（英格蘭之外的文學可能以凱爾特語寫作） - 英語文學 - 北愛爾蘭文學 - 蘇格蘭文學 - 威爾斯文學 - 加拿大文學（大部份的加拿大文學使用法語寫作） - 印度文學 - 愛爾蘭文學 - 紐西蘭文學 - 奈及利亞文學 |

| - 伴奏 - 室内乐 - 交響樂 - 管樂 - 弦樂 - 宗教音樂 - 作曲 - 指揮 - 合唱指揮 - 管弦樂團指揮 - 音樂教育 - 音樂歷史 - 樂理 - 音樂地理學 - 樂種 | - 音乐学 - 民族音樂學 - 音樂社會學 - 音響學 - 管弦樂研究 - 爵士樂研究 - 樂曲分析 - 表演与文学 - 風琴與鍵盤樂器 - 钢琴 - 弦乐器，竖琴和吉他 - 歌唱 - 民謠 - 木管乐器 - 铜管乐器 - 打击乐器 |

| - 編舞 - 舞蹈記錄法 - 民族舞蹈 | - 舞蹈史 - 舞蹈分析 - 舞蹈研究 |

| - 戏剧史 - 表演 - 导演 - 演出法 | - 劇作家 - 音樂劇 - 戲劇 |

| - 形而上學 - 本體論 - 目的論 - 心靈哲學 - 行動理論 - 知識論 - 倫理學 - 規範倫理學 - 元倫理學 - 價值理論 - 道德心理學 - 應用倫理學 - 動物權利 - 生物倫理學 - 環境倫理 - 美学 - 社會哲學與政治哲學 - 女性主義哲學（女权论） - 無政府主義 - 馬克思主義 | - 哲學傳統與學派 - 非洲哲學 - 亞里士多德學派 - 分析哲學 - 歐陸哲學 - 東方哲學 - 女性主義哲學 - 哲学史 - 古代哲學 - 中国哲学 - 中世紀哲學 - 17世紀哲學 - 當代哲學 - 邏輯學（理則學） - 哲學邏輯 - 數理邏輯 | - 應用哲學 - 教育哲學 - 歷史哲學 - 宗教哲學 - 神学 - 語言哲學 - 数学哲学 - 科學哲學 - 生物学哲学 - 经济哲学 - 化学哲学 - 地理哲学 - 数学哲学 - 物理哲学 - 量子力学与哲学 - 区域哲学 - 解释学 - 神秘学 |

| - 亞伯拉罕諸教 - 基督教 - 基督教神學 - 聖經神學 - 解釋學 - 神學主體 - 基督论 - 圣灵学 - 救贖論 - 法律和福音 - 教会学 - 末世論 - 罪論 - 自然神学 - 伊斯兰教 - 伊斯兰教史 - 古兰经 - 聖訓 - 犹太教 - 犹太教史 - 犹太哲学 - 塔木德 - 哈拉卡 - 米德拉什 | - 印度宗教 - 佛教 - 印度教 - 耆那教 - 錫克教 - 東亞宗教 - 中國民間宗教 - 儒家 - 神道 - 道教 - 其他宗教 - 古埃及宗教 - 諾斯底主義 - 西方神秘传统* （西方秘教） - 新興宗教 - 祆教 - 無神論與 宗教人文主義 - 宗教比较 - 神話與民俗學 - 符号学 - 旗帜学 |

| - 農學 - 林學 - 土壤學 - 昆蟲學 - 植物病理學 | - 農業經濟學 - 農產運銷學 - 水產學 - 園藝學 - 植物學 - 動物學 |

| - 会计学 - 商业学、职业道德 - 金融学 - 技术经济及管理 - 农林经济管理 - 林业经济管理 - 公共管理 - 行政管理 - 社会医学与卫生事业管理 - 教育经济与管理 - 社会保障 - 土地资源管理 | - 劳资关系 - 国际相对劳动 - 劳动经济学 - 劳动史 - 劳动统计学 - 信息系统 - 管理学 - 人力资源管理 - 财务管理 - 市场营销学 - 旅游管理 - 导游 - 酒店管理 - 制造业 |

| - 工商管理 - 企業分析 - 商業道德 - 商法 - E化企業 - 企業家精神 - 金融 | - 勞資關係 - 集體談判 - 人力資源 - 組織行為學 - 勞動經濟學 - 勞工史 - 國際貿易 - 市場行銷 - 採購 - 風險管理和保險 - 系統科學 |

| - 英语 - 法语 - 德语 - 俄语 - 意大利语 - 西班牙语 - 葡萄牙语 - 丹麦语 - 匈牙利语 - 挪威语 - 亚美尼亚语 - 瑞典语 - 芬兰语 | - 中国语 - 日语 - 朝鲜语 - 越南语 - 泰语 - 斯瓦西里语 - 印度语 - 阿拉伯语 - 塞尔维亚语 - 荷兰语 - 冰岛语 - 希腊语 - 罗马尼亚语 | - 拉丁语 - 梵语 - 世界语 |

| - 建築和相關設計 - 建築 - 都市計畫（城市設計） - 室內設計 - 景觀設計 - 紀念物保存 - 工業設計（產品設計） - 人因工程學 - 遊戲設計* - 玩具與娛樂設計* - 時裝設計 - 奢饰品设计 - 珠宝设计 - 玩具设计 - 視覺傳達設計 - 平面設計 - 字體設計 - 使用者介面設計 - 工程製圖 | - 建築學 - 建築設計 - 空間設計 - 包裝設計 - 商業設計 - 廣告設計 - 造型設計 - 多媒體 |

| - 批判性教學 - 課程設計 - 教育行政 - 教學领导 - 教育哲學 - 教育心理學 - 教育社會學 - 遙距教育 - 小學 - 中學 - 高等教育 - 掌握學習 - 職業教育 - 双语教学 - 军事教育 | - 专业教育 - 語言教育 - 數學教育 - 音樂教育 - 艺术教育 - 道德教育 - 體育/教練 - 閱讀教育 - 科学教育 - 性教育 - 特殊教育 - 幼兒教育 |

| - 航空航天工程 - 航空工程 - 太空工程 - 農業工程 - 食品工程 - 水土保持 - 農業機械 - 建築工程 - 生物工程學 - 生物材料工程 - 生物医学工程 - 化学工程 - 土木工程 - 土力工程 - 工程地質學 - 地震工程 - 運輸工程 - 计算机工程 - 控制工程 - 生态工程 | - 電機工程學 - 电子工程 - 微电子工程 - 廣播工程 - 音訊工程 - 工程物理 - 环境工程 - 工业工程 - 材料科學 - 陶瓷工程 - 冶金工程 - 高分子材料工程 - 机械工程 - 動力機械工程 - 機械設計工程 - 機械材料工程 - 桥梁工程 - 制造工程 - 機電整合工程 - 矿业工程 | - 纳米工程 - 核工程 - 海洋工程 - 轮机工程 - 船舶工程 - 光学工程 - 品質保證工程 - 石油工程 - 安全工程 - 軟體工程 - 結構工程學 - 系统工程 - 通信工程 - 车辆工程 - 汽车工程 - 包装工程 - 品质保证 - 声学工程 - 仪表工程 - 战地工程 - 自动化 |

| - 環境資源管理 - 海岸管理 - 漁業管理 - 土地管理 - 自然資源管理 - 野生動物管理 - 環境科學基本原理 - 環境倫理學 - 綜合自然地理學 - 環境人類學 - 環境政策 - 環境政治 - 城市規劃 - 環境法 - 環境經濟學 - 環境哲學 - 環境社會學 - 環境正義(社會公正) - 環境規劃 - 汙染控制 - 環境資源管理 | - 環境政策 - 休閒生態學 - 林學 - 可持續發展 - 毒理學 - 物理科學 - 商業學 - 經濟學 - 人文科學 - 環境社會科學 - 生態學 |

| - 健康科學 - 細胞遺傳學 - 血液學 - 細胞生物學 - 組織學 - 免疫學 - 微生物學 - 分子遺傳學 - 寄生蟲學 - 牙醫學 - 牙科公共衛生學 - 贋復牙科 - 齒顎矯正學 - 口腔顎面外科學 - 牙周病學 - 牙髓病學 - 牙體復形學 - 牙科植體學 - 顳顎關節障礙學 - 兒童牙科學 - 中醫學 - 針灸學 - 護理學 - 接生員 | - 營養學與營養師 - 視光學 - 物理治療 - 職能治療 - 言語治療 - 藥學 - 心理學 - 臨床心理學 - 健康心理學 - 輔導 - 獸醫學 - 肌力與體能訓練 - 有氧健身操 - 公共衛生 |

| - 內科學 - 心臟內科 - 肝膽腸胃科 - 血液學 - 腫瘤科 - 麻醉學 - 皮膚科 - 內分泌學 - 流行病學 - 傳染病 - 腎臟科 - 精神醫學 - 復健科（康復科） - 安寧緩和醫學科 - 產科學 - 腫瘤學 - 兒科 - 神經內科 - 神經學 - 眼科學 - 神经眼科学 | - 外科學 - 普通外科 - 心臟外科 - 整形外科 - 血管外科 - 神經外科（有時簡稱腦外科） - 泌尿外科 - 矯形外科（即骨外科） - 小兒外科 - 移植外科 - 耳鼻喉科學 - 婦產科 - 口腔頜面外科 - 泌尿外科 - 男科學 - 微創手術 | - 司法科學 - 預防醫學 - 病理學 - 影像診斷學 - 老人醫學 - 婦科學 - 小兒科 - 基層醫護 - 普通科醫生 - 精神病學 - 復健醫學 - 胸腔醫學 - 胸腔外科 - 整形外科 - 分級護理 |

| - 新聞學 - 廣播新聞學 - 新媒體 - 體育事件廣播 - 媒體研究（大眾媒體） - 報紙 - 雜誌 - 無線電 - 電視 - 電視研究 - 網際網路 | - 傳播學 - 資訊理論 - 廣告 - 广告学 - 市場行銷 - 大眾傳播 - 翻譯 - 政治宣傳 - 公共關係 - 非言語交際 |

| - 法理 - 法律哲學 - 比较法 - 法律社會學 - 法律史 - 法律經濟學 - 憲法 - 国内法 - 國際法 - 實體法 - 程序法 - 公法 - 私法 - 民法 - 刑法 - 刑事訴訟法 - 刑事司法 - 警政學 - 取證 | - 土地法 - 会计法 - 公司法 - 合同法 - 環境法 - 劳动法 - 知识产权法 - 税法 - 侵權 - 行政法 - 行政訴訟法 - 教会法 - 歐陸法系 - 英美法系 - 中華法系 - 伊斯蘭律法 - 法律教育 |

### 軍事學
| - 軍事思想 - 戰爭 - 武裝力量 - 軍隊 - 軍事家 - 戰略學 - 地緣戰略 - 軍事制度 - 軍隊政治工作學 - 軍事歷史學 - 軍事地理學 - 軍事科學技術 - 陸軍 - 海軍 - 空軍 - 裝甲兵 - 軍事技術與裝備 - 邊緣學科 - 軍事語言學 - 軍事史 - 戰役 - 兵法 - 軍事著作 - 軍事演習 - 軍事行動 - 军事策划 - 军事比较系统 - 博弈論 - 作戰研究 - 领导学 - 後勤 - 军事道德 | - 军事史 - 軍事情報 - 军事法 - 軍事醫學 - 海军学 - 海事工程 - 海上战术 - 海事建筑 - 武器系统 - 特别行动及低强度冲突 - 戰略 - 战术 |

### 公共行政
| - 矯正 - 刑事司法 - 災害管理 - 政府事務 - 國際關係 - 公共行政 - 非營利組織管理 - 非政府組織管理 | - 公共政策 - 國內政策 - 衛生政策研究 - 住宅政策 - 勞工政策 - 社會政策 - 娛樂事業管理 - 毒品禁制政策 - 能源政策 - 環境政策 - 財政政策 - 外交政策 - 移民政策 - 產業關係 |

### 美食學／烹飪學
| - - 分子食物 - 食品營養學 - 食品科學 - 飲料學 - 餐飲管理 - 烹飪藝術 - 意大利廚藝 - 西班牙廚藝 - 英式廚藝 - 傳統法式廚藝 - 越南廚藝 - 馬來西亞廚藝 |

### 社會工作
| - 儿童福利 - 社群實踐 - 社群組織 - 社會政策 - 社會法 - 社會行政 - 矯正 | - 老人學 - 醫療社會工作 - 心理健康 - 校園輔導 - 社會團體工作 - 社會個案工作 |

### 交通運輸
| - 運輸學 - 交通安全 - 信息圖形 - 船運 - 港埠管理 | - 作業研究（或屬工商管理和應用數學） - 公共運輸 - 運輸工程（或屬工程類） - 交通控制 - 物流管理（或屬工商管理） - 運輸政策 |

## 外部連結
- Classification of Instructional Programs (CIP 2000)（页面存档备份，存于）